# Anabarhynchus ostentatus
Anabarhynchus ostentatus är en tvåvingeart som beskrevs av Lyneborg 1992. Anabarhynchus ostentatus ingår i släktet Anabarhynchus och familjen stilettflugor. Inga underarter finns listade i Catalogue of Life.